# Scleroconcha sculpta
Scleroconcha sculpta is een mosselkreeftjessoort uit de familie van de Philomedidae. De wetenschappelijke naam van de soort is voor het eerst geldig gepubliceerd in 1898 door Brady.